# Без заголовка (оповідання)
«Без заголовка» (рос. Без заглавия) — оповідання А. П. Чехова, вперше опубліковане в 1888 році.

## Сюжет
Дія оповідання розгортається в V столітті в одному монастирі. Монахи, які живуть тут, ніколи не виходили за межі монастиря, поруч з яким ніхто ніколи не проходив. Їх старець грав на органі, складав латинські вірші та писав ноти. Кілька десятків років у монастирі нічого не відбувалося, і ось, одного разу в двері монастиря постукав один п'яниця і попросив нагодувати його. Помолитися або приєднатися до монахів він відмовився, і присоромив їх за те, що вони не рятують грішних городян, які топлять себе в розпусті і пороці.
Старець погодився з цим і вирішив піти в місто. Ченці чекали його три місяці. Коли він повернувся, то в розпачі розповів ченцям, що в місті панує розпуста, люди цілий день сидять в публічних будинках, п'ють вино і розважаються. Знесилений чернець лягає спати, а вранці виявляє, що в монастирі не залишилося ні одного ченця — всі бігли в місто.

## Історія публікації
У 1888 році сім'я Чехова оселилася на Луці, біля міста Сум Харківської губернії, в цей період і з'явився оповідання «Без заголовка». Оповідання вперше було надруковане 1 січня в газеті «Новое время», 1888, № 4253, під заголовком «Казка». Згодом, з численними стилістичними доповненнями та зміною заголовка, оповідання увійшло у збірку «Допомога постраждалим від неврожаю» (видання газети «Курьер», 1899), а 1900 року передруковане для другого видання збірки. Сам Чехов включив оповідання у IV том зібрання творів.
У 1905 році Вчений комітет Міністерства народної освіти заборонив четвертий том зібрання творів Чехова в народних бібліотеках і читальнях через оповідання «Без заголовка», «Парі» і «Злодії».